# 景天魁
景天魁（1943年4月—），汉族，山东蓬莱人，中华人民共和国社会学家，第十一届全国政协委员。
加入中国共产党，担任中国社会科学院学部委员、社会政法学部副主任、社会学研究所原所长。2008年，当选第十一届全国政协委员，代表社会科学界，分入第三十二组。并担任社会和法制委员会专委。
2006年8月，当时刚刚当选中国社会科学院学部委员的中国社科院社会学所所长景天魁被北京大学教授郑也夫在新浪博客上实名发表文章《二流学者何以当选学部委员———质问中国社科院》质疑是二流学者。郑也夫因此要求中国社会科学院公布选举学部委员的具体程序。